# Breitbrunn (Haßberge)
Breitbrunn è un comune tedesco di 1 018 abitanti, situato nel Land della Baviera.